# Culiacancito
Culiacancito är en ort i Mexiko.   Den ligger i kommunen Culiacán och delstaten Sinaloa, i den västra delen av landet, 1 100 km nordväst om huvudstaden Mexico City. Culiacancito ligger 33 meter över havet och antalet invånare är 4 201.
Terrängen runt Culiacancito är platt. Runt Culiacancito är det ganska tätbefolkat, med 155 invånare per kvadratkilometer. Närmaste större samhälle är Culiacán, 15,3 km öster om Culiacancito. Trakten runt Culiacancito består till största delen av jordbruksmark.